# Lee Jae-Jin
Lee Jae-Jin (en coreano: 이재진; Miryang, 26 de enero de 1983) es un deportista surcoreno que compitió en bádminton, en la modalidad de dobles. Participó en los Juegos Olímpicos de Pekín 2008, obteniendo una medalla de bronce en la prueba de dobles.

## Palmarés internacional
| Juegos Olímpicos | Juegos Olímpicos | Juegos Olímpicos  | Juegos Olímpicos |
| Año              | Lugar            | Medalla           | Prueba           |
| ---------------- | ---------------- | ----------------- | ---------------- |
| 2008             | Pekín (China)    | Medalla de bronce | Dobles           |